# Pagari
Pagari is een plaats in de Estlandse gemeente Alutaguse, provincie Ida-Virumaa. De plaats heeft de status van dorp (Estisch: küla) en telt 143 inwoners (2021).
Tot in oktober 2017 hoorde Pagari bij de gemeente Mäetaguse. In die maand werd Mäetaguse bij de fusiegemeente Alutaguse gevoegd.
De Põhimaantee 3, de hoofdweg van Jõhvi via Tartu en Valga naar de grens met Letland, loopt door Pagari.